# Resolutie 1676 Veiligheidsraad Verenigde Naties
Resolutie 1676 van de Veiligheidsraad van de Verenigde Naties werd op 10 mei 2006 unaniem door de VN-Veiligheidsraad aangenomen. De resolutie verlengde de waarnemingsgroep die schendingen van het wapenembargo tegen Somalië onderzocht met een half jaar.

## Achtergrond
In 1960 werden de voormalige kolonies Brits Somaliland en Italiaans Somaliland onafhankelijk en samengevoegd tot Somalië. In 1969 greep het leger de macht en werd Somalië een socialistisch-islamitisch land. In de jaren 1980 leidde het verzet tegen het totalitair geworden regime tot een burgeroorlog en in 1991 viel het centrale regime. Vanaf dan beheersten verschillende groeperingen elke een deel van het land en enkele delen scheurden zich ook af van Somalië.

## Inhoud

### Waarnemingen
De leiders in Somalië moesten dringend stappen zetten om de politieke dialoog te hervatten en de overgangsinstellingen moesten het land daadwerkelijk gaan besturen.
De Veiligheidsraad veroordeelde de sterk gestegen wapentrafiek naar Somalië die het wapenembargo tegen het land schond en het vredesproces bedreigde. Verder was men bezorgd over de toegenomen piraterij voor de kust van Somalië.

### Handelingen
Alle lidstaten werden herinnerd aan hun plicht om het wapenembargo dat in 1992 met resolutie 733 was opgelegd na te leven. Op basis van het rapport van de waarnemingsgroep zou de Raad maatregelen overwegen om die naleving te verbeteren.
De secretaris-generaal werd gevraagd de waarnemingsgroep die met resolutie 1558 was opgericht om schendingen van het embargo te onderzoeken opnieuw op te richten voor een periode van zes maanden.

## Verwante resoluties
- Resolutie 1587 Veiligheidsraad Verenigde Naties (2005)
- Resolutie 1630 Veiligheidsraad Verenigde Naties (2005)
- Resolutie 1724 Veiligheidsraad Verenigde Naties
- Resolutie 1725 Veiligheidsraad Verenigde Naties

Lijst ·  1652 ·  1653 ·  1654 ·  1655 ·  1656 ·  1657 ·  1658 ·  1659 ·  1660 ·  1661 ·  1662 ·  1663 ·  1664 ·  1665 ·  1666 ·  1667 ·  1668 ·  1669 ·  1670 ·  1671 ·  1672 ·  1673 ·  1674 ·  1675 ·  1676 ·  1677 ·  1678 ·  1679 ·  1680 ·  1681 ·  1682 ·  1683 ·  1684 ·  1685 ·  1686 ·  1687 ·  1688 ·  1689 ·  1690 ·  1691 ·  1692 ·  1693 ·  1694 ·  1695 ·  1696 ·  1697 ·  1698 ·  1699 ·  1700 ·  1701 ·  1702 ·  1703 ·  1704 ·  1705 ·  1706 ·  1707 ·  1708 ·  1709 ·  1710 ·  1711 ·  1712 ·  1713 ·  1714 ·  1715 ·  1716 ·  1717 ·  1718 ·  1719 ·  1720 ·  1721 ·  1722 ·  1723 ·  1724 ·  1725 ·  1726 ·  1727 ·  1728 ·  1729 ·  1730 ·  1731 ·  1732 ·  1733 ·  1734 ·  1735 ·  1736 ·  1737 ·  1738